# 산살보
산살보(이탈리아어: San Salvo)는 이탈리아 아브루초주 키에티도에 있는 코무네이다.